# Sericornis perspicillatus
Sericornis perspicillatus là một loài chim trong họ Acanthizidae.